# Хантадзе, Давид Георгиевич
Давид Георгиевич Хантадзе (груз. დავით გიორგის ძე ხანთაძე; 1905, Кутаиси — ?) — советский государственный и партийный деятель.

## Биография
- после окончания Тифлисского государственного университета, сначала преподавал в средней школе в с. Гори, затем её директор. Заведовал Горийским районным отделом народного образования.
- на партийной работе — инструктор Отдела ЦК КП(б) Грузии. До 1940 заведующий Сектором ЦК КП(б) Грузии.
- 1940-12.1943 1-й секретарь районного комитета имени Л. П. Берия КП(б) Грузии г.Тбилиси
- 24.12.1943 — 02.1946 1-й секретарь Болнисского районного комитета КП(б) Грузии
- с 16 февраля 1946 уполномоченный Народного комиссариата — Министерства заготовок СССР по Грузинской ССР
- 1951 — 12.07.1952 1-й секретарь Аджарского областного комитета КП(б) Грузии
- 11.07.1952 — 15.04.1953 министр торговли Грузинской ССР

Избирался депутатом Верховного Совета Грузинской ССР 2-го созыва (1947—1951, от Ванского района).